# Laguna Carapã
Laguna Carapã, amtlich Município de Laguna Carapã, ist eine Stadt im brasilianischen Bundesstaat Mato Grosso do Sul in der Mesoregion Süd-West in der Mikroregion Dourados. Die Gemeinde wird auch Stadt des Fisches genannt.

## Geschichte
Der Bezirk wurde am 20. November 1948 aufgrund des Staatsgesetzes Nr. 1163 der Gemeinde Ponta Porã zugeordnet. Im Jahr 1977 wurde die Region des Bundesstaates Mato Grosso do Sul. Die Stadt wurde durch das Gesetz Nr. 1261 vom 22. April 1992 aus der Gemeinde Ponta Pora ausgeliefert.

### Herkunft des Namens
Der Name leitet sich von der Bezeichnung Lagoa Torta her, eine Bezeichnung aus der Guariní-Sprache für großer Teich.

## Geografie

### Lage
Die Stadt liegt 288 km von der Hauptstadt des Bundesstaates (Campo Grande) und 1304 km von der Landeshauptstadt (Brasília) entfernt. Die Stadt grenzt an die Nachbarstädte Dourados, Aral Moreira, Amambai, Caarapó  und Ponta Porã.

### Klima
In der Stadt herrscht subtropisches Höhenklima(CWA). Die Mindesttemperatur liegt bei etwa 10 °C, die mittlere Temperatur bei 20–24 °C und maximal sind 35 °C erreichbar. Der Jahresniederschlagsmenge liegt bei 1500–1600 mm.

### Gewässer
Die Stadt liegt am Rio Dourado, der zum Flusssystem des Río de la Plata gehört.

### Durchschnittseinkommen und HDI
Das Durchschnittseinkommen lag 2011 bei 30.223 Real, der Index der menschlichen Entwicklung (HDI) bei 0,672.